# حسینعلی محفوظ

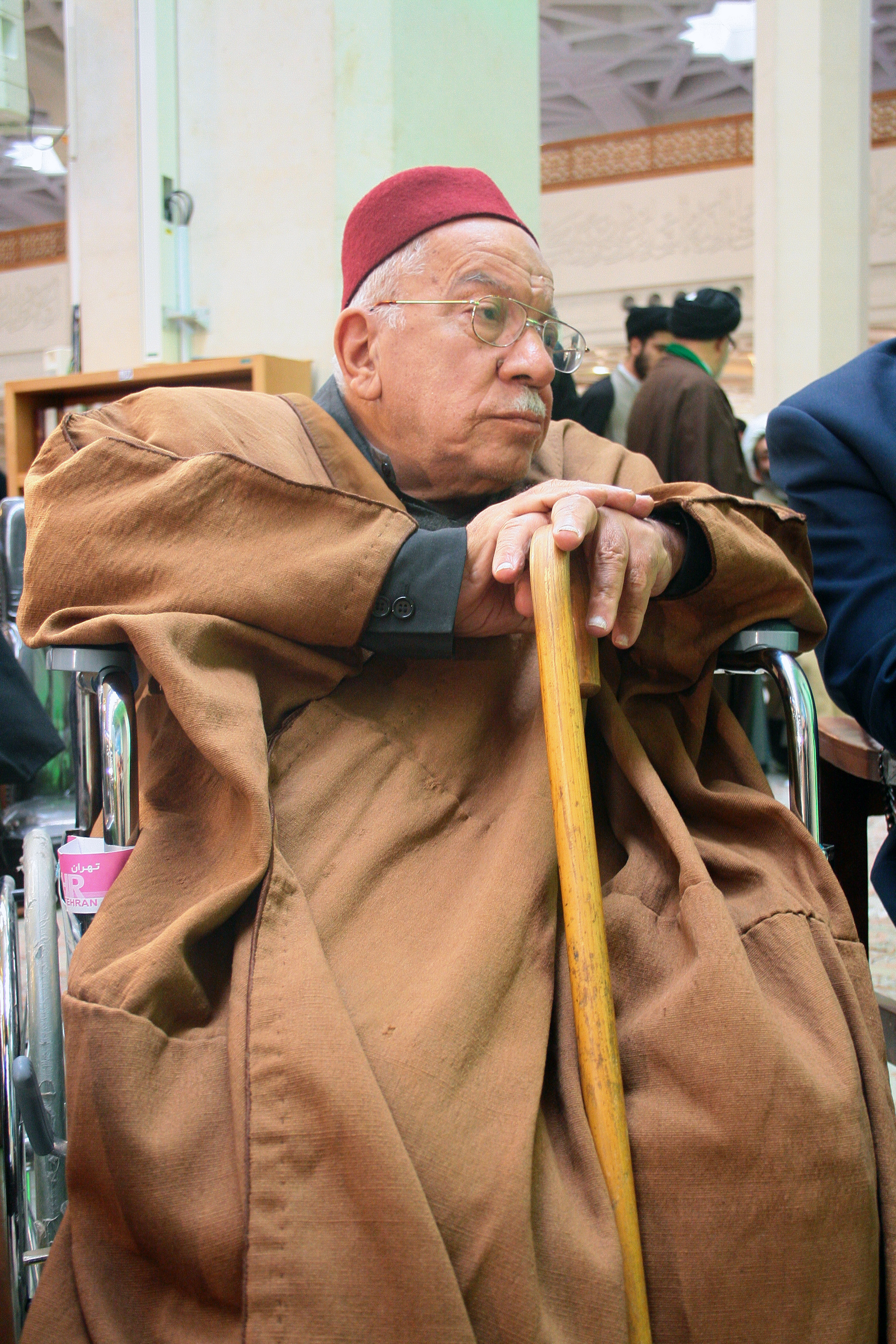
حسین علی محفوظ در مراسمی در حرم فاطمه معصومه

حسین علی محفوظ (۱۹۲۶-۲۰۰۹ میلادی) پژوهشگر عراقی و صاحب تالیفات متعددی در حوزه ادبیات عربی و ادبیات فارسی است. او نخستین غیرایرانی است که موفق به اخذ مدرک دکترای ادبیات فارسی از دانشگاه تهران شده است.

## زندگی
محفوظ در سال ۱۹۲۶ میلادی در بغداد به دنیا آمد و در کودکی پدر خود را از دست داد. او تحصیلات ابتدایی خود را در حالی در مدارس کاظمیه و بغداد به پایان رساند که تحت سرپرستی عمویش محمد محفوظ قرار داشت. او مدرک کارشناسی خود را در رشتهٔ ادبیات عربی در سال ۱۹۴۸ از دارالمعلمین العالیه اخذ نمود و در سال ۱۹۵۰ به دعوت دانشگاه تهران برای اخذ مدرک دکترا در رشته زبان و ادبیات فارسی وارد این دانشگاه شد. محفوظ در سال ۱۹۵۲ به عضویت فرهنگستان زبان و ادب فارسی درآمد و در سال ۱۹۵۷ از رسالهٔ دکترای خود با عنوان المتنبی و سعدی دفاع کرد. وی در سالهای ۱۹۶۱ تا ۱۹۶۳ در دانشگاه سن پترزبورگ به تدریس ادبیات عرب می پرداخت و در سال ۱۹۶۹ بخش پژوهشهای شرقی را در دانشگاه بغداد پایه‌گذاری کرد که تا سال ۱۹۷۳ ریاست آن را بر عهده داشت. وی تا پایان عمر خود به پژوهش در حوزه تاریخ، ادبیات عرب، ادبیات فارسی و غیره ادامه داد و سرانجام در سال ۲۰۰۹ درگذشت.

## رسالهٔ دکترا
محفوظ در سال ۱۹۵۷ از رسالهٔ دکترای خود با عنوان المتنبی و سعدی دفاع کرد. این رساله بعداً در قالب کتابی به نام متنبی و سعدی به چاپ رسید. مُتَنَّبی شاعر و ادیب عرب زبان عراقی در قرن چهارم هجری و سعدی شاعر بلندآوازه ایرانی در قرن هفتم هجری است. استاد راهنمای او، بدیع‌الزمان فروزانفر بود. محفوظ در رسالهٔ دکترای خود به اثبات این نظریه پرداخت که سعدی دیوان اشعار متنبی را از بر داشته و در انتخاب مضامین اشعار خود از او تاثیر پذیرفته‌است. این نظریه مورد تایید برخی از پژوهشگران ادبیات فارسی (از جمله غلامحسین یوسفی) واقع شد. در مقابل، برخی دیگر از پژوهشگران مانند علی دشتی و مهدی محقق این نظریه را رد کردند. استدلال مخالفان این بود که مضامین مشترک مورد اشارهٔ محفوظ، مضامینی عمومی است که مورد استفادهٔ بسیاری از شاعران دیگر قبل از متنبی نیز قرار گرفته‌است.

## گالری

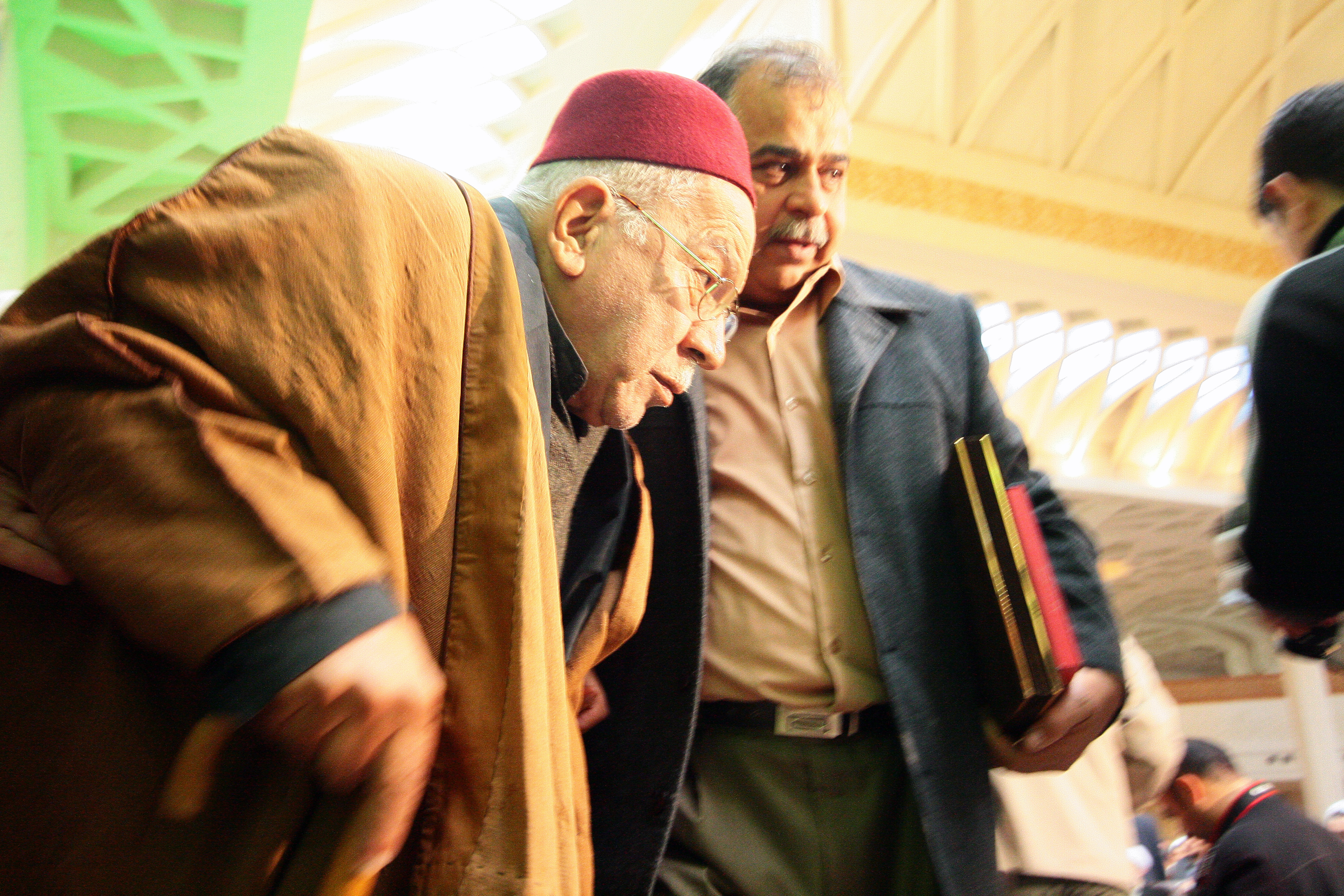
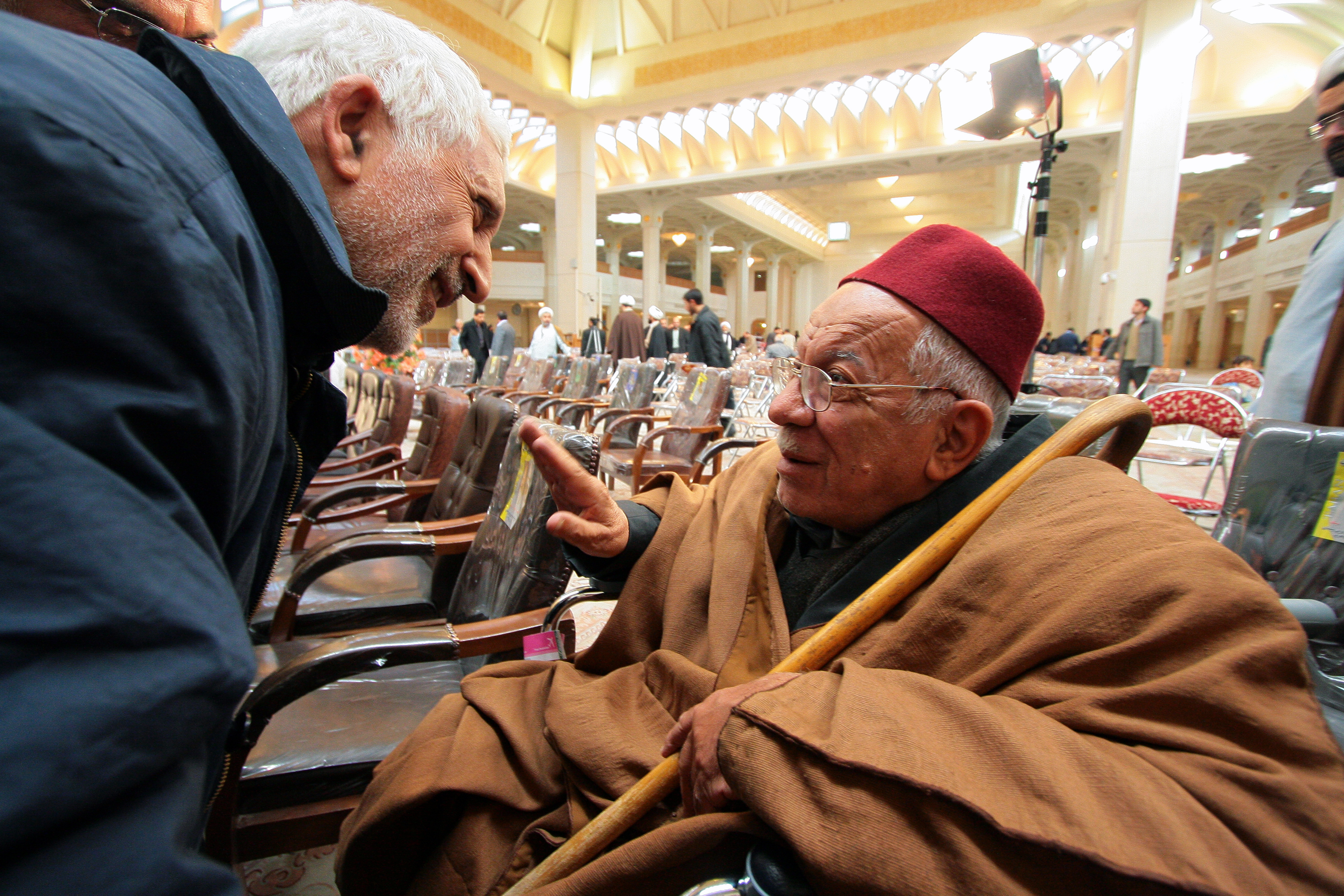
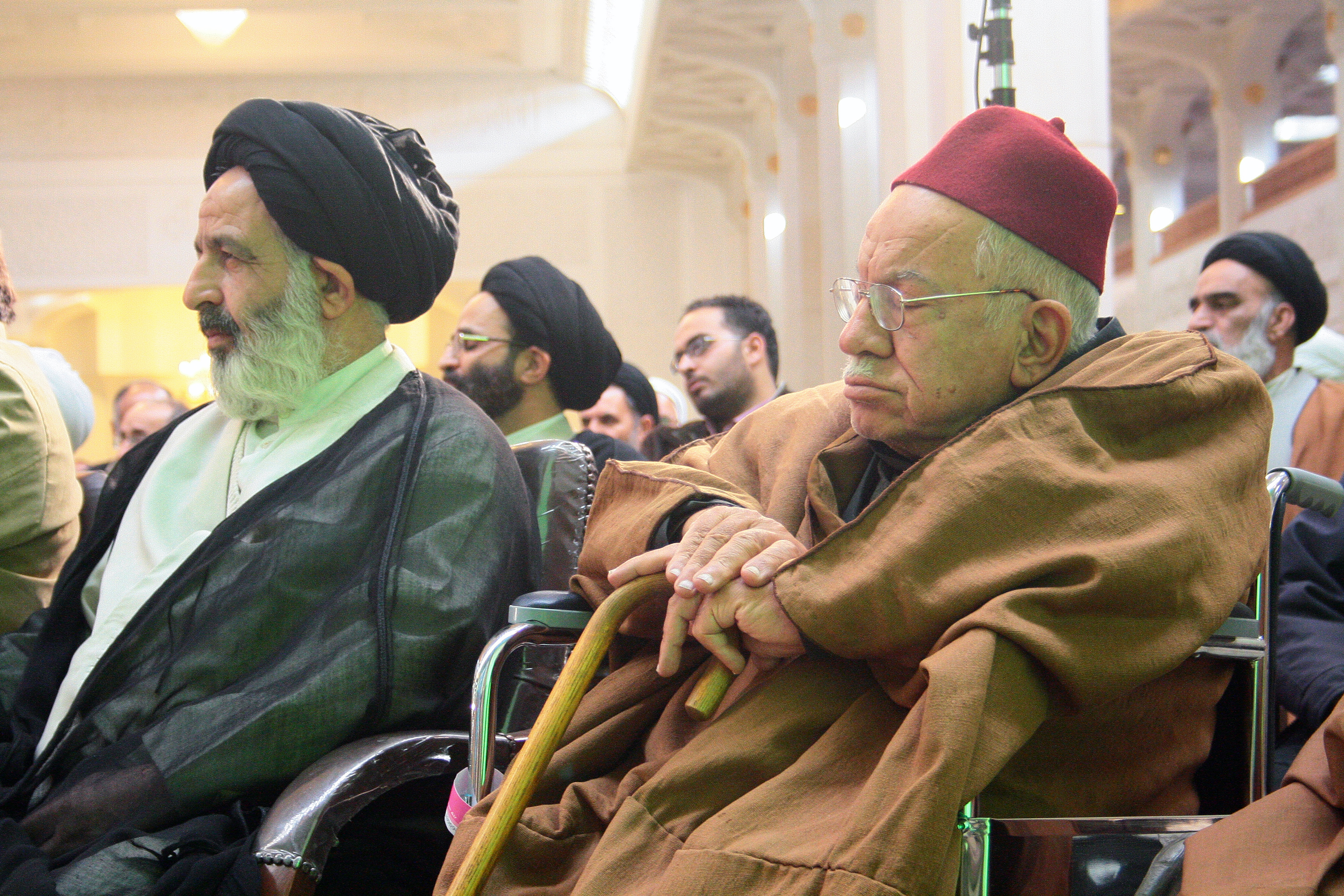
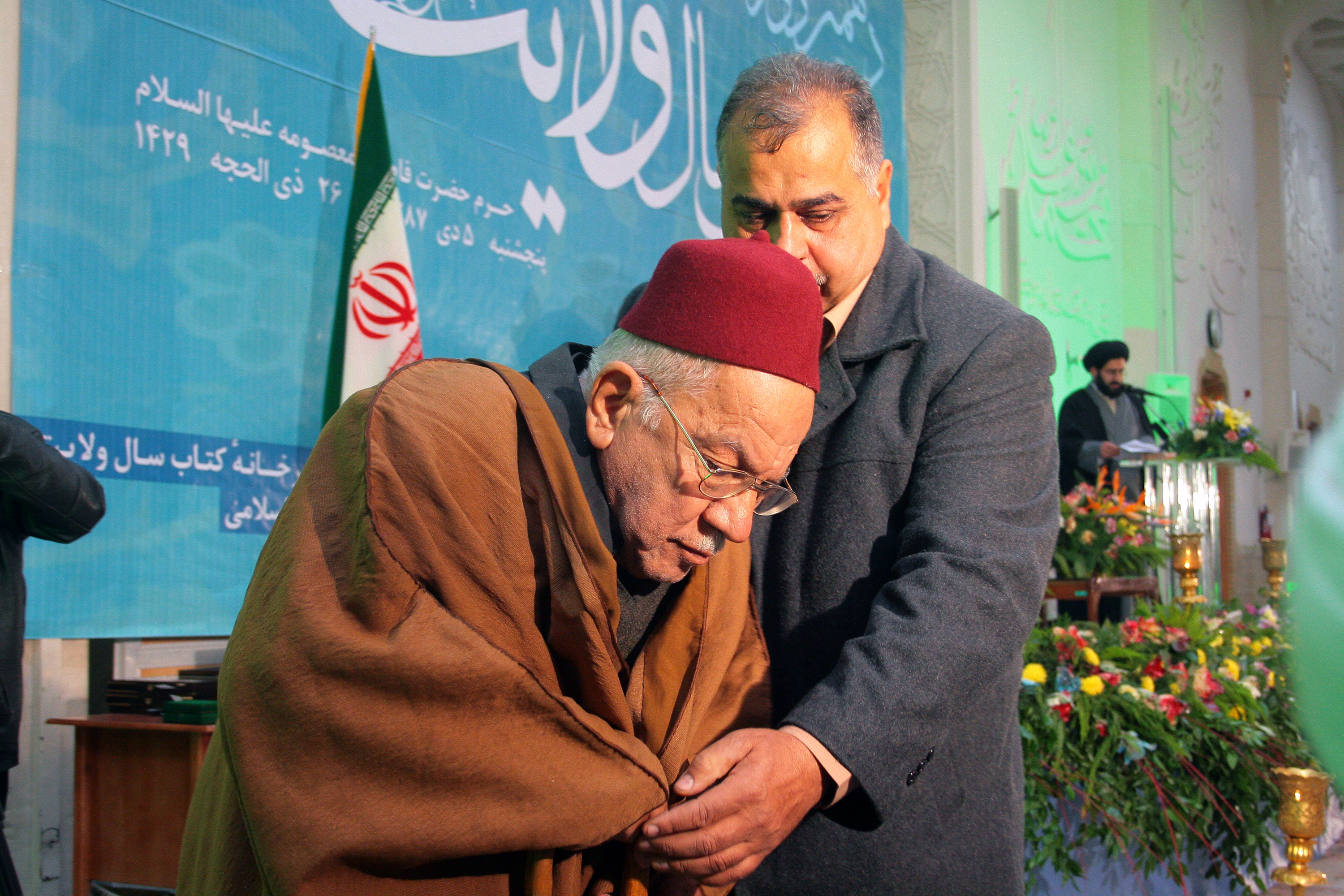